# Gratschowo (Kaliningrad, Prawdinsk)
Gratschowo (Грачёво, deutsch Neusasserei (I, II), von 1928 bis 1950 Neusaß I und Neusaß II) war der Name einer Landgemeinde mit zwei Ortschaften gleicher Bezeichnung in Ostpreußen. Die Ortsstelle liegt im Bereich des Munizipalkreises Rajon Prawdinsk (Stadtkreis Friedland) in der Oblast Kaliningrad (Gebiet Königsberg (Preußen)) der heutigen Russischen Föderation.

## Geographische Lage
Die Ortsstelle des einstigen Neusasserei liegt nördlich des Masurischen Kanals (russisch Kanal Mazurski) in der südlichen Mitte der Oblast Kaliningrad. Bis zur einstigen Kreisstadt Wehlau (russisch Snamensk) sind es 16 Kilometer in nördlicher Richtung, während die heutige Rajonshauptstadt Prawdinsk (Friedland) 18 Kilometer entfernt in südwestlicher Richtung liegt.

## Geschichte
Die Landgemeinde Neusasserei bestand vom beginnenden 20. Jahrhundert bis zum Jahre 1928. Sie setzte sich aus zwei Orten zusammen, die zunächst jeweils ihre eigene Geschichte hatten: Neusaß I und Neusaß II. In der zweiten Hälfte des 19. Jahrhunderts hießen sie Neusasserei I und Neusasserei II und wurden unter diesen Namen 1874 in den neu gebildeten Amtsbezirk Groß Allendorf (russisch Kostromino) im ostpreußischen Kreis Wehlau aufgenommen.
Im Jahre 1905 wurden für beide Orte als Einwohnerzahlen angegeben: 6 Einwohner für Neusasserei I bzw. 10 Einwohner für Neusasserei II. Noch in den ersten Jahren des 20. Jahrhunderts taten sich beide Orte unter dem Namen der Landgemeinde „Neusasserei“ zusammen. In dieser wurden im Jahre 1910 18 Einwohner registriert. Die Landgemeinde Neusasserei vergrößerte sich am 5. Mai 1920 um den Nachbarort Harnowen (1938 bis 1945 Krugdorf, kein russischer Name bekannt), der eingemeindet wurde.
Am 30. September 1928 schloss sich Neusasserei mit zahlreichen Nachbarorten zusammen, mit denen sie die neue Landgemeinde Groß Allendorf (russisch Kostromino) im gleichnamigen Amtsbezirk bildete. Ab dem gleichen Zeitpunkt werden die beiden Ortschaften von Neusasserei wieder mit ihren historischen Namen Neusaß I und Neusaß II, nun aber als Wohnplätze der Gemeinde Groß Allendorf, bezeichnet.
1945 wurde das gesamte nördliche Ostpreußen in Kriegsfolge an die Sowjetunion abgetreten. Anfangs noch mit ihren deutschen Namen kamen beide Orte zum Nowo-Bobruiski selski Sowet/okrug (Dorfsowjet Ilmsdorf). 1950 wurde Neusaß I und Neusaß II in „Gratschowo“ umbenannt und unter diesem Namen zusammengefasst. Allerdings verliert sich bald ihre Spur, denn Gratschowo gilt bereits vor 1975 als verlassen. Der Ort mag in der weitgestreuten Siedlung Kostromino aufgegangen sein. Offiziell gilt er als untergegangen. Die Ortsstelle liegt im Gebiet des Munizipalkreises Rajon Prawdinsk (Stadtkreis Friedland) in der russischen Oblast Kaliningrad.

## Religion
Christentum
Bis 1945 waren Neusasserei resp. Neusaß I und Neusaß II in die evangelische Kirche Allenburg (russisch Druschba) in der Kirchenprovinz Ostpreußen der Kirche der Altpreußischen Union, außerdem seit 1928 in die römisch-katholische Pfarrei Wehlau (russisch Snamensk) im damaligen Bistum Ermland eingegliedert.

## Verkehr
Die nicht mehr erkennbaren Ortsstellen Neusasserei bzw. Neusaß I und II sind über Landwege von Ilmsdorf aus zu erreichen.